# インストアイベント
インストアイベントとは、レコード店や書店、ショッピングセンターなどの施設内で芸能人や業界人がイベントを行うことである。主にCDやDVD、書籍（写真集、エッセイ等）などのセールスプロモーションの一環として行われる。
インストアライブとは、音楽の演奏を行うインストアイベントである。

## 概要
イベントの例としてはサイン会や握手会、ゲーム大会などがあり、ミュージシャンの場合は演奏や歌唱行為を行うことが該当する。誰でも入れるスペースで料金を取らず実施する場合が多い一方、イベント専用スペースを持つ店の場合は「商品購入者に限り入場可」とするなど対象者を限定する場合もある。
これから売り出していく良さを一般に知ってもらおうとする芸能人・アーティスト側と、イベントを行うことによる集客や売り上げ効果を求める店側との双方の利点を求めて行われる。
店舗内の一角にステージと客席を設けて行われる。規模の小さな店では普段商品を展示している所を片づけてスペースを作ったりするが、規模の大きな店では常設のステージを設けている所もある。ショッピングセンターでは、中庭などに各種イベント用のステージと客席を設けている所もある。
ミュージシャンがライブをする場合は狭いステージが使われるので、カラオケ（演歌、アイドル歌手に多い）やアコースティック形式（弾き語りも含む）など、簡素な形態で行われることが多く、バンドの場合でも少人数で抑えられる。特に多くの観客が見込まれる場合でなければ、観客の制限をせず、誰でも見られる形態にするのが一般的である。終了後に、商品購入者に対してアーティスト本人によるサイン会が行われることが多いが、集客数が多い時には握手だけになったり、それさえも行わないこともある。
普段から生で音楽を聴く機会が少ない人にとっては、生演奏は大きなインパクトを受けるので、たまたま通りかかっただけでも商品を購入しようという気にさせてしまう。このことは、アーティスト側としても、ファン層を広げるきっかけになる。普段路上ライブ活動をしているようなアーティストにとっては、取り締まりを気にすることなく同様の効果を得られる。ただし、このような効果を得るには、それだけの実力を伴っていなくてはならない。